# 小川宏
小川 宏（おがわ ひろし、1926年〈大正15年〉4月17日 - 2016年〈平成28年〉11月29日）は、日本のフリーアナウンサー・司会者。元NHKアナウンサー。東京都墨田区出身。

## 来歴
東京府南葛飾郡寺島町（後の東京市向島区、現：東京都墨田区東向島）生まれ。東京府立第七中学校（現：東京都立墨田川高等学校）を経て早稲田大学専門部工科建築科を卒業後、一旦間組（現在の安藤ハザマ）に入社するも半年で退職。NHKには二次募集で1949年に入局した。同期には八木治郎、大塚利兵衛、福島幸雄、穂坂俊明がいる。鶴岡放送局、郡山放送局（現在はいずれも支局）に勤務後、1952年より東京勤務となる。
1955年より『ジェスチャー』の4代目司会者として10年にわたって活躍。同番組における圧倒的な知名度を背景に1965年1月にNHKを退職。
この退職は、他局でワイドショー番組が盛んになる中、遅れを取ったフジテレビがホスト役を求めて引き抜いたとされている。専属契約を結び、1965年より『小川宏ショー』の総合司会を通算17年務め、4451回という金字塔を打ち立て、「人名を冠した番組の最長寿記録」としてギネスブックから認定・掲載された（後に『森田一義アワー 笑っていいとも!』総合司会のタモリがこの記録を塗り替えている）。
穏やかな雰囲気や話術は主婦層にも長く支持され、この点から「春の小川」なる異名を取るようになった（黒柳徹子の発言に端を発するとされる）。同番組には朝の生放送番組であるにもかかわらず、上記の黒柳をはじめ、杉村春子、高峰三枝子、石原裕次郎、長嶋茂雄、前田武彦、永六輔などの大物ゲストが多数出演しており、これも小川の司会ぶりに対する信頼の高さを裏付けるものとなった。
『小川宏ショー』終了後、うつ病を発症し自ら克服、その体験談を出版し、後にその経験を元に講演活動を行うなど活躍している。
二女の夫は作曲家の中山大三郎。2005年に中山が死去した後は中山が遺した作品は現在全て小川や二女や孫、中山の弟たちが権利を保管している。
読売新聞などのテレビ欄の投稿コーナーに「アナウンサー」として投稿することもある。また、読売の一般投稿気流欄には一国民として投稿している。
幼馴染の3代目三遊亭圓歌によると、小川は元々吃音者であり、圓歌が真似をしているうちに同じく吃音者になってしまい、それが圓歌を落語家にするきっかけとなったという。とある機会にアナウンサーと落語家として再会した時にはお互いに驚いた、と圓歌は「中沢家の人々」の中で話している。
NHK時代には先輩アナウンサーからは「小川ちゃん」と呼ばれ、可愛がられた。
また、NHKの7年先輩で、日本のフリーアナウンサーの先駆的な存在である高橋圭三からは「顕微鏡で調べて望遠鏡で放送しろ」とアドバイスされたという。
2016年11月29日、東京都内の病院で多臓器不全により90歳で逝去。

## 出演番組

### レギュラー番組
NHK（日本放送協会）在職時代
- クイズクラブ「スリーステップ」
- ジェスチャー（1955年1月 - 1964年12月、NHK総合） - 4代目司会
- 婦人グラフ
- 午後のダイヤル「あなたのリズム」・「ミュージック・カレンダー」

フジテレビ専属契約時代
情報・ワイドショー番組
| 期間         | 期間          | 番組名              | 役職 | 備考                                                                                            |
| ------------ | ------------- | ------------------- | ---- | ----------------------------------------------------------------------------------------------- |
| 1965年5月3日 | 1982年3月31日 | 小川宏ショー        | 司会 |                                                                                                 |
| 1986年10月   | 1987年3月     | 黄金世代!           | 司会 |                                                                                                 |
| 1987年4月5日 | 1992年3月29日 | 小川宏の日曜TOP情報 | 司会 | 1990年4月8日から同年6月24日までおよび同年12月9日から1991年1月13日までの間は、都合に伴い一時休養 |

特別番組・その他
- オールスター紅白大運動会（1967年11月4日放送）- 第1回の総合司会を高橋圭三と共に担当
- FNS歌謡祭（1974年 - 1976年、初代総合司会）
- 小川宏のなんでもカンでも!（1982年10月 - 1985年3月）
- 日本放送演芸大賞
- これが世界の心霊だ（1983年 - 1985年）- 全6回
- オールスター家族対抗歌合戦（1984年7月 - 1986年9月、2代目司会）

### 映画
- 人間の証明（1977年10月8日、東映） - ワイドショーの司会者

### その他
- 5・2小川宏のテレビアタック24時間!!（1975年5月2日） - 当日のフジテレビ番組（一部を除く）に出演する企画

## 著書
- 『わが心の詩 : 「小川宏ショー・私のイメージ」より』〈サンケイ ドラマ ブックス〉、サンケイ新聞社出版局、1973年7月31日。
- 『汗をふきふき… 小川宏のにんげん談義』（山手書房、1976年）
- 『ま〜るい会話―素敵な「ふれあい」のために』（光文社 カッパ・ビジネス、1983年）
- 『ひと こころ ふれ愛―テレビと歩んだ40年』（廣済堂出版、1993年）
- 『遅すぎた男の反省』（講談社、1999年）
- 『病気は人生の挫折ではない―一アナウンサーの“奇跡』（文化創作出版、2001年）
- 『ちょっといい生き方―人生の実況放送』（青萠堂、2002年）
- 『あの頃』（ポプラ社、2003年）
- 『「定年うつ」私はこうして乗り越えた』（講談社、2004年）
- 『宏です。小川です―昭和わたく史交友録』（清流出版、2005年）
- 『夫はうつ、妻はがん―夫婦で苦境を踏み越えて』（清流出版、2006年）
- 『話し上手は聞き上手―あなたは、正しい日本語を話せますか?』（清流出版、2007年 ISBN 978-4860292201）
- 『良い言葉は心の医者でもある』（ごま書房、ひと味ちがう「日本百名言」シリーズ　2007年 ISBN 978-4341172237）
- 『司会者は見た──昭和テレビ史を生きたスターたちの素顔』(講談社+α文庫、2008年 ISBN 978-4062812047）
- 『小川宏の心に残るいい話』（清流出版、2008年 ISBN 978-4860292713）
- 『私の「うつ病」体験記』(PHP文庫、2008年 ISBN 978-4569670812）
- 『小川宏の面白交友録』（清流出版、2009年 ISBN 978-4860293079）
- 『小川宏の人間塾 人の輪が教えてくれた感動と知恵』展望社 2010
- 『「六病息災」の小川です!』（麗澤大学出版会、2010年 ISBN 978-4892055980）
- 『"うつ"になる人ならない人 ダジャレとユーモアで乗り切ろう』（清流出版、2011年）
- 『昭和はトークに生きにけり あの人この人、会った話した半世紀』（展望社、2012年）

## 関連人物
- 鹿内信隆
- 村上七郎
- 高峰三枝子
- 中山大三郎
- 木元教子
- 芳村真理
- 露木茂
- 黒柳徹子
- 前田武彦
- 野村泰治
- 八木治郎（NHKで八木と同期）
- 3代目三遊亭圓歌 - 近所に住んでいた幼馴染

## 関連事項
- 南波雅俊 - 小川同様NHKから民放に移籍したアナウンサー。
- 土井敏之 - 小川同様NHKから民放に移籍したアナウンサー。